# 타카모토 메구미
타카모토 메구미(일본어: 高本めぐみ, 1985년 10월 3일~)는 일본의 여자 성우이다.

## 출연작
※ 굵은 글씨는 주인공 또는 주요 인물.

### TV 애니메이션
2006년
- 러브겟chu미라클성우백서 (이치하라 모모코)

2007년
- 크게 휘두르며 (후카미 치카)

2008년
- 지옥소녀 미츠가나에 (세리자와 유우나)

2009년
- 강철의 연금술사 FULLMETAL ALCHEMIST (윈리 록벨)
- 속삭임 (카자마 우시오)

2011년
- 크로스파이트 비다맨 (이나바 나츠미)
- 언젠가 천마의 검은 토끼 (사이토 히메아)

2012년
- SKET DANCE (우뉴 미모리)
- 노기자카 하루카의 비밀 (유키노하라 마리아)
- 오빠지만 사랑만 있으면 상관없잖아 (진노 카오루코)

2014년
- 단칸방의 침략자 (사쿠라바 하루미)

### 웹 애니메이션
2010년 ~ 201년
- 헤타리아 Axis Powers (세이셸)